# تاریخ زیست‌شناسی
تاریخ زیست‌شناسی مطالعه جهان زنده را از تاریخ باستان تا تاریخ مدرن ترسیم می‌کند. اگرچه مفهوم زیست‌شناسی به عنوان یک زمینه واحد منسجم در سده ۱۹ به وجود آمد، ریشه علوم زیست‌شناسی از پزشکی باستان و تاریخ طبیعی که پیشینه آن به آیورودا، پزشکی مصر باستان و آثار ارسطو و جالینوس در جهان روم-یونان باستان می‌رسد، گرفته شده‌است.
اغلب این آثار در قرون وسطی و توسط پزشکان مسلمان و دانشمندانی مانند ابن سینا رشد یافت. در طول رنسانس و اوایل دوران مدرن، اندیشه‌های بیولوژیکی به وسیله تجدید علاقه به تجربه گرائی و کشف بسیاری از ارگانیسم‌های جدید، دچار تحول اساسی شد. افراد برجسته در این تغییر، وزالیوس و ویلیام هاروی بودند که از آزمایش‌ها و مشاهدات دقیقی در فیزیولوژی استفاده کردند و نیز طبیعت شناسانی مانند کارل لینه و بوفون که شروع به طبقه‌بندی علمی جانداران و سنگواره‌ها کرده و همچنین به توسعه و گسترش رفتار موجودات زنده پرداختند.
میکروسکوپ، جهان ناشناخته میکرو ارگانیسم‌ها را آشکار کرد. اهمیت رو به رشد الهیات طبیعی — تا حدودی پاسخ به ظهور فلسفه مکانیکی — رشد تاریخ طبیعی را مورد تشویق قرار داد.